# 송지현 (배우)
송지현 (1991년 10월 12일 ~ )은 대한민국의 배우이다.

## 학력
- 중앙대학교 연극영화학과

## 출연작

### 드라마
- 2012년 OCN 일요드라마 《뱀파이어 검사 2》 ... 오민영 역
- 2017년 MBC 월화드라마 《역적 : 백성을 훔친 도적》
- 2017년 KBS1 일요드라마 《안단테》 ... 석주연 역
- 2018년 OCN 월화드라마 《애간장》 ... 강신희 역
- 2019년 tvN 월화드라마 《위대한 쇼》 ... 안작가 역

### 영화
- 2013년 《캐치미》 ... 횡단보도 키스 녀 역
- 2015년 《은밀한 유혹》 ... 병원앞 여기자 역
- 2018년 《인랑》 ... 공안 정예요원 역

### 예능
- 《댄싱9》 (2013년, Mnet)

## 수상 내역
- 2007년 국제댄스교사협회 댄스스포츠 세계대회 고등부 대상
- 2007년 프로아마추어 댄스스포츠 선수권대회 1위